# Hagenulopsis guadeloupensis
Hagenulopsis guadeloupensis is een haft uit de familie Leptophlebiidae. De wetenschappelijke naam van de soort is voor het eerst geldig gepubliceerd in 1999 door Hofmann & Peters.
De soort komt voor in het Neotropisch gebied.